# Señor oscuro

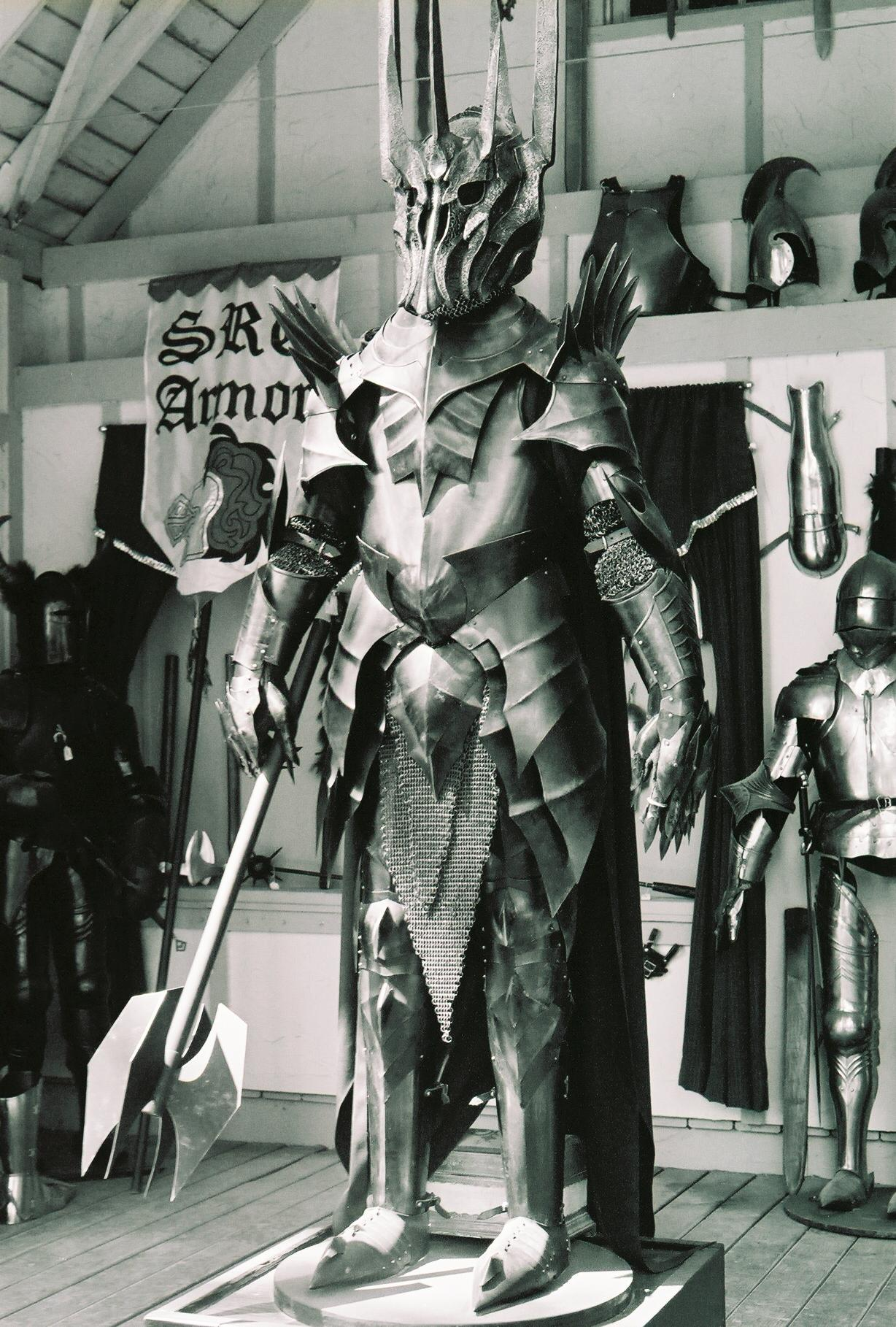
El diseño de la armadura del Señor Oscuro Sauron, como se muestra en la trilogía de El señor de los anillos de Peter Jackson.

En la ficción y en la mitología, un señor oscuro (a veces escrito con mayúsculas Señor Oscuro o también denominado maestro oscuro,  señor supremo malvado o emperador malvado) es un arquetipo antagónico, cuyo nombre frecuentemente es usado para referirse a un poderoso villano rodeado de secuaces, que actúa como el pináculo de la villanía y el mal dentro de una narrativa típicamente heroica, especialmente cuando se cree que pronunciar su auténtico nombre trae mala suerte.
Tales villanos suelen buscar el dominio o la destrucción del mundo, la galaxia, el universo y el multiverso; y en muchos casos se trata de seres que originalmente pertenecieron a las fuerzas del bien pero se corrompieron, usualmente como resultado de fricciones con el resto de las fuerzas del bien, por su propio poder, o a causa de eventos traumáticos, generalmente ocurridos en su infancia, siendo estos elementos el punto de quiebra para el cambio de lineamiento.

## Descripción
El término y conceptos similares gozan de gran popularidad como personaje común y apodo de villano en la fantasía y géneros relacionados, así como en el análisis literario de dichas obras. Como su nombre lo indica, un señor oscuro se caracteriza como la encarnación del mal, la oscuridad o la muerte en un entorno determinado (ya sea metatextualmente o como figura literal dentro de la mitopoeia de una obra) en una posición de inmenso poder, más a menudo como un líder o emperador con una variedad de minions y/o villanos menores a su disposición para influir en su conflicto contra un protagonista heroico de una manera principalmente indirecta, aunque también pueden ser representados con grandes capacidades físicas o mágicas en caso de que un héroe alguna vez los enfrente personalmente.
Las figuras de los señores oscuros se caracterizan por aspiraciones de poder e identificación con alguna fuerza fundamental del mal o del caos, como una figura del diablo o del anticristo. The Encyclopedia of Fantasy señala que las características comunes de un personaje de señor oscuro incluyen estar "ya derrotado pero no destruido eones antes" y participar en "heridas de la tierra" u otros rituales de profanación.
Los medios japoneses a menudo presentan un equivalente de este arquetipo llamado "Rey Demonio" (魔王 Maō?), basándose en figuras análogas de la religión y el folclore japonés.
Las obras más recientes a veces también se alejan de los orígenes míticos del arquetipo en favor de alusiones históricas a conquistadores y dictadores infames como Julio César o Adolf Hitler.

## Contexto religioso y político
En el contexto de las «órdenes religiosas» (a diferencia de la literatura de entretenimiento) se refiere normalmente a Satanás u otras entidades similares que ostentan el poder sobre criaturas diabólicas inferiores y buscan terminar con la tranquilidad y la vida de la gente, a veces trágicamente, y siempre maliciosamente.
Muchos de los clichés de los señores oscuros proceden de los estados totalitarios con propaganda e ideología fascista o comunista. En un entorno moderno, son a veces dictadores megalómanos cuyos secuaces son representados con ropas similares a los uniformes de las tropas nazis, y la arquitectura es con frecuencia del estilo geométrico y modernista común en el estalinismo.

## Contexto fantástico y de ciencia ficción

### Tolkien
En las novelas fantásticas los señores oscuros se convirtieron en un cliché tras el éxito de El Señor de los Anillos de J. R. R. Tolkien, novela central de su Legendarium, en donde ese señor oscuro es Sauron. El caso de Sauron también inició el hábito de que los personajes tengan demasiado miedo de llamar al «señor oscuro» por su nombre: los gondorianos de la Tierra Media tienen por norma no mencionar jamás el nombre de Sauron, porque temen que esto lo atraiga, y siempre se refieren a él como «el enemigo» o «el enemigo sin nombre», incluso aunque saben que tiene un nombre. En el libro póstumo El Silmarillion, que trata la historia de Arda desde una perspectiva temporal y geográfica más amplia que El Señor de los Anillos, se revela que Sauron es el segundo señor oscuro, pues era el lugarteniente del primer señor oscuro, Morgoth, hasta la derrota de éste, que llevó el mal original al mundo y creó a los orcos torturando y mutilando elfos. Además, los objetivos malignos de Morgoth y Sauron eran muy diferentes. Morgoth quería controlar o destruir la misma materia de Arda, mientras que Sauron deseaba dominar la voluntad de sus criaturas.
Sauron y Morgoth ostentan el título de «señor oscuro» y otros lo desean, como Saruman el Blanco, quien buscaba hacerse por todos los medios con el Anillo Único para quedarse con la mayor y mejor parte de la fuerza de Sauron. Galadriel supera el deseo de hacerse con el título de Sauron, y por este motivo y por sus servicios al Portador del Anillo, se le permite regresar al oeste.
Siguiendo el ejemplo de Sauron, en el género fantástico los señores oscuros siempre son representados como criaturas inmensamente poderosas e implacablemente malvadas con una insaciable lujuria por el poder, con las que no se puede razonar ni negociar. La paz solo puede ser restablecida con su destrucción definitiva. Los señores oscuros no se enfrentan directamente a los héroes; con frecuencia son dioses o demonios oscuros, que moran en otras dimensiones o tienen una fortaleza oscura e inaccesible. Suelen confiar en una amplia y sombría red de siervos, que con frecuencia tiene una estructura extremadamente jerárquica.

### Harry Potter
Otro señor oscuro es Lord Voldemort, de la serie de libros de Harry Potter, de J. K. Rowling: este villano busca el poder, la inmortalidad y no duda en destruir a quienes se encuentren a su paso. Se evita mencionar su nombre en cualquier contexto, refiriéndose a él como «El Señor Tenebroso», «Quien tú sabes» o «El que no debe ser nombrado» y tiene un grupo de seguidores (los Mortífagos) a su entera disposición. En el último libro los Mortífagos usan un hechizo que detecta a todo aquel que pronuncie la palabra «Voldemort». A diferencia de algunos, él nunca perteneció al lado del bien, su padre abandonó a su madre cuando él se enteró de que ella era una bruja, y la misma murió el día del parto de Voldemort, nacido como Tom Marvolo Riddle (Tom Sorvolo Ryddle en la edición en español), el 31 de diciembre de 1926, criándose en un orfanato muggle hasta que fue llamado al Colegio Hogwarts de Magia y Hechicería. Siempre tuvo un odio irracional hacia su padre por abandonarlo, y a todos los muggles y magos descendientes de ellos en general. Asesinó a toda su familia muggle, eliminando así esa parte de su vida, y considerándose «sangre pura». Siempre exhibió conductas de crueldad, sadismo, manipulación, prepotencia y megalomanía. Fue un alumno ejemplar en el Colegio Hogwarts, obteniendo excelentes calificaciones y todo tipo de títulos y honores. Era un gran conocedor de magia, probablemente «el mago con más conocimientos sobre magia que cualquier otro», según el propio Albus Dumbledore, excelente duelista, invencible para cualquier mago, experto en legeremancia, el arte de leer la mente, junto con Dumbledore y Severus Snape, por lo que era casi imposible mentirle. Al ser descendiente de Salazar Slytherin, hablaba pársel, la lengua de las serpientes, habilidad que casi ningún mago poseía, sólo los descendientes de Salazar, hablante de esta lengua, y, al ser él el último, era, probablemente, el único que hablaba esta lengua, aparte de Harry Potter, a quien le transfirió esta habilidad accidentalmente. Fue un gran maestro en la magia oscura, fue catalogado como «el mago oscuro más peligroso de todos los tiempos», y muestra de su habilidad, es que fue capaz de dividir su alma en siete partes y crear siete horrocruxes, aunque uno (Harry Potter), fue accidental y no era consciente de su existencia.
También, previo a Voldemort, destaca Gellert Grindelwald, un mago oscuro que también buscaba el poder y gobernar sobre los muggles al considerarlos indignos al no poseer magia; al contrario que Voldemort, cuyo fin último era la inmortalidad, Grindelwald buscaba eliminar el Estatuto Internacional del Secreto para subyugar a los muggles, además de querer encontrar las tres Reliquias de la Muerte y convertirse así en el señor y amo de la muerte, levantándose sobre los demás como el mago más poderoso del mundo. Sin embargo fue derrotado en un duelo por Albus Dumbledore y sentenciado a cadena perpetua en Nurmengard hasta su muerte por el propio Voldemort.

### Star Wars
En la serie de Star Wars, Darth Vader y su maestro el emperador Palpatine son señores oscuros. Cuando aún no estaba confirmada la existencia de Darth Sidious (seudónimo de Palpatine), Mace Windu se refiere a él como «el señor oscuro de los Sith». En el «universo expandido» de la serie se mencionan muchos más de estos maestros del Lado Oscuro. En la trilogía de las precuelas se presentan también a los aprendices de Palpatine, Darth Maul y Darth Tyranus.
Aunque parezca trivial, también se debería mencionar la similitud entre la palabra «darth» (que es un arcaísmo equivalente a «in») y la palabra «dark» (que significa ‘negro’, ‘oscuro’, ‘neblinoso’).

### Eragon
En la serie de novelas de Christopher Paolini también aparece un señor oscuro, personificado como Galbatorix, que tiene un comienzo similar al de Darth Vader, pero no se menciona la existencia de un poder maligno superior. Sin embargo, a diferencia de otros, los personajes en Alagaësia sí dicen el nombre completo y verdadero de Galbatorix.

### La Rueda del Tiempo
En la serie creada por Robert Jordan, El Oscuro es una divinidad maligna que existe en contraposición al creador (La Luz) y cuyo objetivo es escapar de su prisión situada fuera del espacio–tiempo. Para ello en cada ciclo de las eras enfrenta a sus seguidores en contra de las fuerzas de la luz, lideradas por El Dragón. Sus ejércitos están compuestos por criaturas semihumanas llamadas trollocs, mientras que sus seguidores humanos son una secta conocida como Los Amigos Siniestros. Los humanos usuarios de magia que le sirven son conocidos como Señores del Espanto, además de existir en secreto entre las Aes Sedai el Ajah Negro. Los más poderosos entre sus usuarios de magia son los Renegados, que fueron encerrados junto a él al final de la Segunda Era.  

### Dark Souls
En la serie de videojuegos de Hidetaka Miyazaki, los Señores Oscuros son seres que estaban destinados a convertirse en Señores de la Ceniza, pero se negaron a vincular la Primera Llama y extender la Era del Fuego, con la intención específica de provocar la Era de la Oscuridad. «Señor Oscuro» parece ser sólo un título, ya que ningún ser oscuro conocido ha ganado o perdido ningún poder al recibir el título.  

### Otros
- El siniestro Doctor Mortis, personaje creado por el guionista chileno Juan Marino Cabello para el medio radial en la década de 1940, y que a partir de 1966 fue publicado por diversas editoriales chilenas en forma de historieta con repercusión en los países circundantes. El Doctor Mortis es un supervillano ubicuo y multifacético, un demonio encarnado, que se presentaba como un vampiro humano indestructible con poder sobre los elementos y los muertos, con una legión de cofrades, y cuyo objetivo final era sojuzgar a la humanidad e instaurar una especie de reino de los muertos.

- En la película La Aldea (The Village), de M. Night Shyamalan, los aldeanos viven atemorizados por unos seres a los que se refieren como «los innombrables».

- En la serie Chilling Adventures of Sabrina, Lucifer también es nombrado el «Señor Oscuro», a quien los seguidores de la Iglesia de la Noche le tienen mucha devoción, pues es el gran líder del grupo de brujas conocido como el Aquelarre.

- En la serie de videojuegos Mortal Kombat, el personaje de Shinnok es un «Señor Oscuro», a quien está ambicioso con destruir la Tierra para derrocar a los Dioses Antiguos y ser el Dios más poderoso de todo el universo.